# Domenico Beccafumi

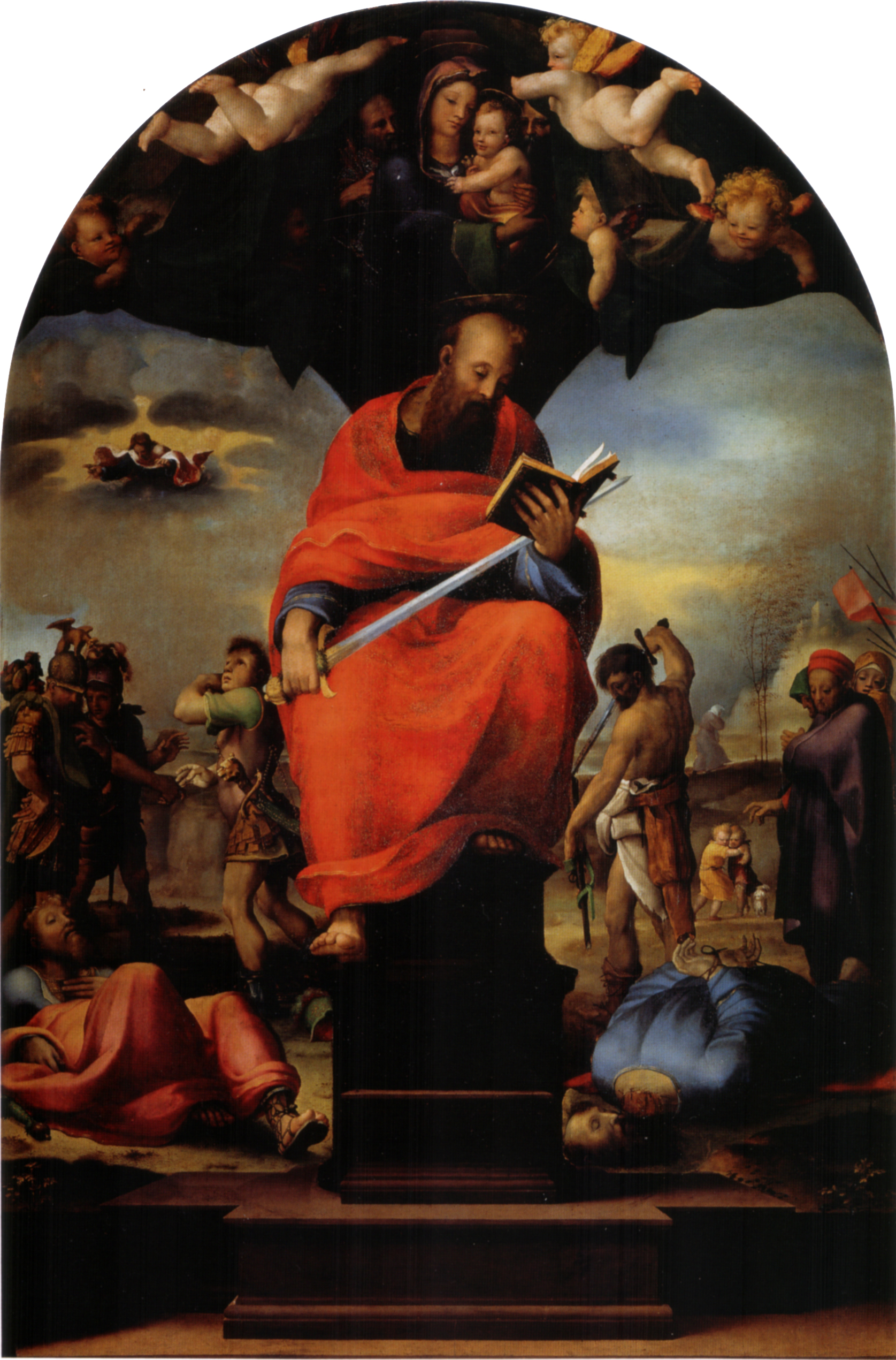
Św. Paweł na tronie (1515)

Domenico di Giacomo di Pace Beccafumi zwany Il Mecherino (ur. 1486 w Montaperti koło Sieny, zm. 18 maja 1551 w Sienie) – włoski malarz i rzeźbiarz okresu renesansu i manieryzmu działający głównie w Sienie.

## Dzieła malarza
- Autoportret – ok. 1525–1530
- Św. Paweł na tronie – 1515
- Zstąpienie Chrystusa do otchłani – 1536, Pinakoteka Nacionale Siena